# Børge Gissel
Børge Gissel (* 7. Juli 1915 in Viby; † 6. April 2002 in Fredericia) war ein dänischer Bahnradsportler.
Dreimal in Folge – 1944, 1945 und 1946 – wurde Børge Gissel dänischer Meister in der Einerverfolgung der Amateure. Bei den UCI-Bahn-Weltmeisterschaften 1946 in Zürich wurde er in dieser Disziplin Vize-Weltmeister. 1947 und 1948 wurde er jeweils Zweiter der dänischen Meisterschaft in der Verfolgung.
1948 startete Gissel bei den Olympischen Sommerspielen in London mit dem dänischen Bahn-Vierer in der Mannschaftsverfolgung. Das Team erreichte das Viertelfinale.